# ۲۰۷ (پیش از میلاد)
۲۰۷ (پیش از میلاد) ۲۰۷مین سال قبل از تقویم میلادی است.